# William Bronk
William Bronk (* 17. Februar 1918 in Fort Edward (New York); † 22. Februar 1999 in Hudson Falls (New York)) war ein US-amerikanischer Dichter.

## Leben
Bronk war ein Nachfahre von Jonas Bronck, einem europäischen (vermutlich schwedischen) Siedler, nach dem der New Yorker Stadtteil Bronx benannt ist. Bronk trat mit 16 Jahren ins Dartmouth College ein, wo der Literaturwissenschaftler Sidney Cox sein Lehrer war und er dem mit Cox befreundeten Dichter Robert Frost begegnete. Anschließend besuchte er für ein Semester die Universität Harvard. Während des Zweiten Weltkriegs wurde er als Soldat eingezogen. 1945 unterrichtete er Englisch am Union College in New York, brach diese Arbeit aber schon im folgenden Jahr ab und kehrte zum Wohnsitz seiner Familie in Hudson Falls zurück. Dort übernahm er den Familienbetrieb, die Bronk Coal and Lumber Company. Sie führte er bis ins Jahr 1978. Nachdem er in den 1950er Jahren insbesondere Süd- und Mittelamerika bereist hatte, verließ er später seinen Wohnort kaum mehr, gab nur selten Lesungen, hielt aber sein Haus offen für Dichter und Künstler. Zwar lebte er bis zu ihrem Tod 1996 mit seiner verwitweten Jugendfreundin Laura B. Greenlaw zusammen, aber war von jeher auch Männern zugetan. Er starb an den Folgen eines Lungenemphysems.

## Werk und Wirkung
Bronks erstes wichtiges Werk war ein Essay über Herman Melville, Henry David Thoreau und Walt Whitman, „The Brother in Elysium“ (1945, veröffentlicht 1980). Die drei darin thematisierten Schriftsteller, alle aus dem Umkreis des Transzendentalismus, dürfen als wesentliche Einflüsse gelten. Außerdem ist wiederholt, auch von ihm selbst, auf eine Nähe zu Samuel Beckett hingewiesen worden. Bronks erster Gedichtband, Light and Dark (1956), blieb, von einer freundlichen Reaktion des Dichters Charles Olson abgesehen, unbeachtet. Andere Dichter und Schriftsteller – neben Olson sind Cid Corman, Robert Creeley, Paul Auster, Susan Howe, George Oppen und Charles Simic zu nennen – schätzten ihn. Dagegen wurde er einer an Poesie interessierten Öffentlichkeit, wenn überhaupt, erst 1982 bekannt, als er für Life Supports, einen Sammelband mit seiner Dichtung, den National Book Award erhielt. 1991 wurde er außerdem mit dem Lannan Literary Award for Poetry ausgezeichnet. 
Bronks Gedichte bieten Gedankenlyrik in einer knappen und klaren, am Epigramm orientierten, zugleich musikalischen Form. In einem manchmal schroffen, oft sarkastischen Stil behandelt er Themen wie die Nicht-Erkennbarkeit der Welt (Agnostizismus), Einsamkeit, Ewigkeit und Tod. Er wird deshalb häufig ein philosophischer, metaphysischer oder gar religiöser Dichter genannt.

## Schriften (Auswahl)
- Light and Dark. Ashland, Ma.: Origin Press 1956, zweite Auflage New Rochelle, N.Y.: Elizabeth Press 1975
- The World, the Worldless. New York: New Directions 1964
- The Empty Hands. New Rochelle, N.Y.: Elizabeth Press 1969
- That Tantalus. New Rochelle, N.Y.: Elizabeth Press 1971
- To Praise the Music. New Rochelle, N.Y.: Elizabeth Press 1972
- Finding Losses. New Rochelle, N.Y.: Elizabeth Press 1976
- My Father Photographed with Friends and Other Pictures. New Rochelle, N.Y. : Elizabeth Press 1976
- Life Supports. New and Collected Poems. San Francisco: North Point Press 1981
- Vectors and Smoothable Curves. Collected Essays. San Francisco: North Point Press 1983, neue Auflage Hoboken, N.J.: Talisman House 1997
- Death Is the Place. San Francisco: North Point Press 1989
- Selected Poems. Hg. von Henry Weinfield. New York: New Directions 1995
- Metaphor of Trees and Last Poems. Jersey City, N.J.: Talisman House 1999
- Bursts of Light. The Collected Later Poems. Hoboken, N.J.: Talisman House 2012